# Becherwerk

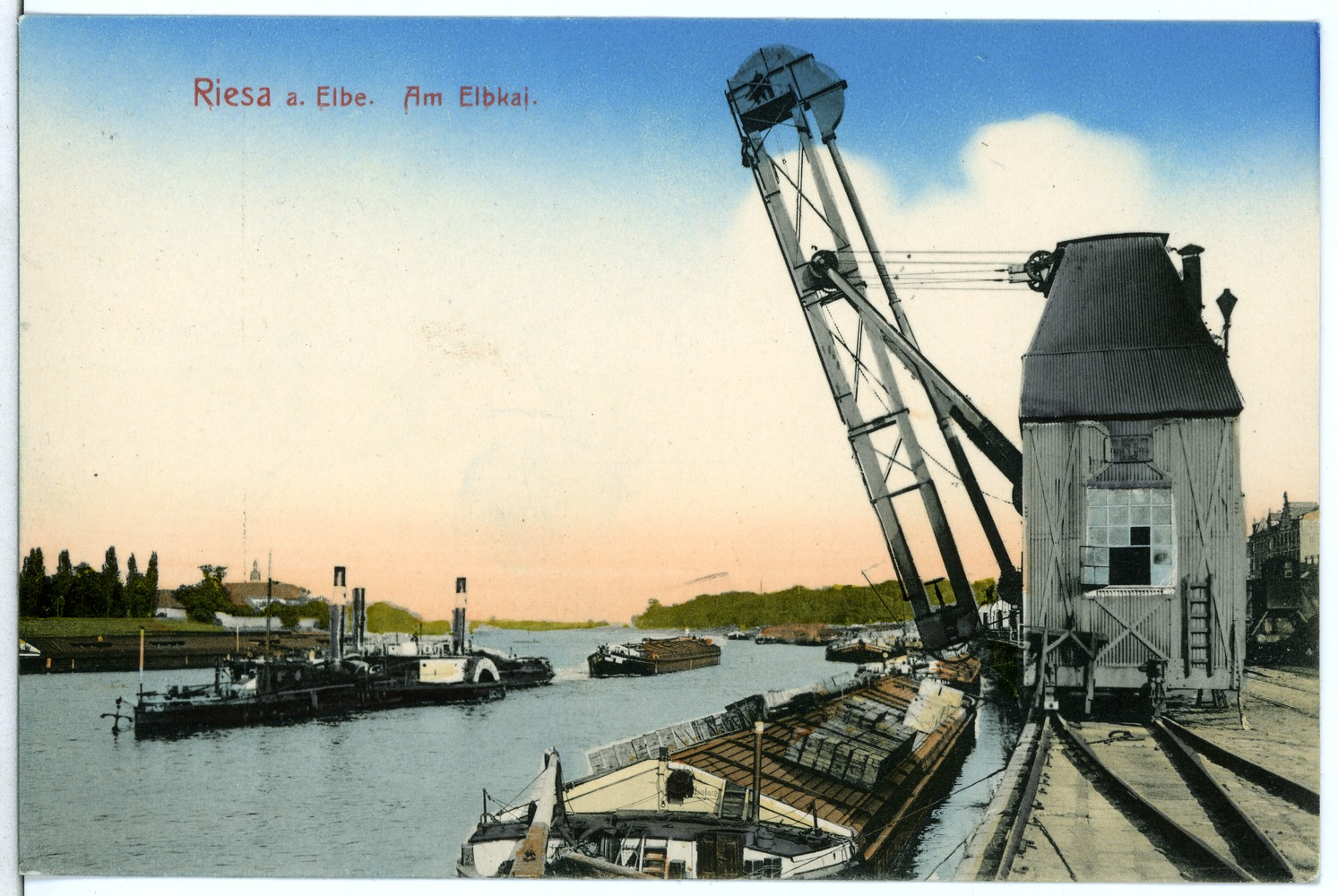
Becherwerk im Hafen von Riesa

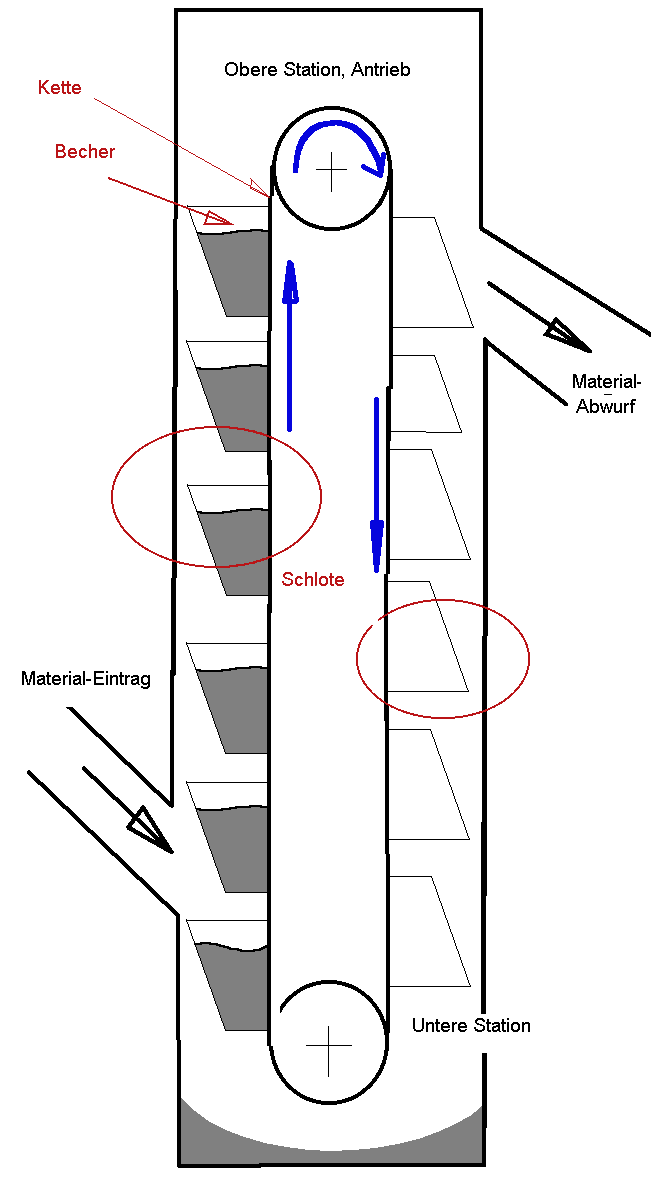
Prinzipskizze eines Becherwerks

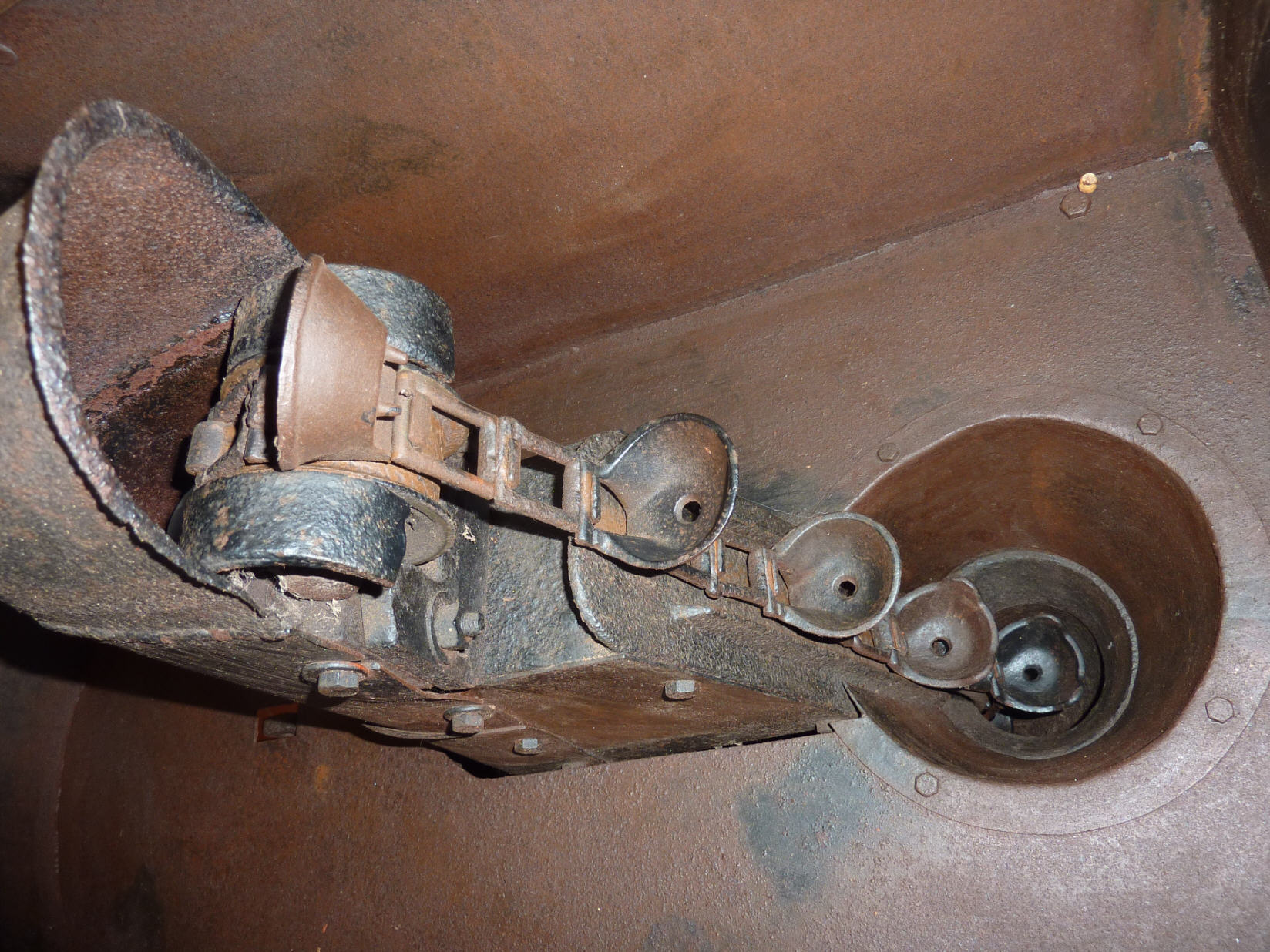
Becherwerk in einer Kartoffellegemaschine

Ein Becherwerk (auch Elevator genannt) ist eine Fördermaschine für das Aufwärtsbewegen von Schüttgut in der Senkrechten. Das Becherwerk fällt somit in die Sparte der Stetigförderer.
An einem doppelten oder zentralen Kettenstrang, einer Gelenkkette oder auf einem Gurt (Gurtbecherwerk) sind V-förmige Behälter aus Stahl oder Kunststoff befestigt, die 
- über Rutschen bzw. Schurren kontinuierlich mit Material beladen werden,
- dieses in den Trögen oder Bechern an den Ketten oder dem Gurt aufwärts fördern
- und es hinter der oberen Umkehrstation (Paternoster) auf eine Entlade-Rutsche abkippen.

Ein Becherwerk hat also eine obere Station (mit Antriebswelle, Motor und Getriebe) und eine untere Umkehrstation. Die stählernen Aufzugsschächte für die Aufwärts- und Abwärtsbewegungen zwischen den Umlenkstationen nennt man „Becherwerksschlote“ oder „Schächte“.
Becherwerke erfordern je nach Baubreite, Fassungsvermögen der Behälter und je nach Förderhöhe eine recht hohe Antriebsleistung. Aufgrund der Eigengewichte von Bechern und Ketten sind die Förderhöhen begrenzt. Kaum jemals wird über mehr als 120 Meter aufwärts gefördert. Diese Förderhöhen werden in Zementwerken erreicht, um die Kalkstein-Rohmehlmischung aus den Silos in die Wärmetechnikstrecke nach oben auf den Vorwärmerturm zu fördern. Es besteht die Möglichkeit, zwei Becherwerke mit einer Zwischengosse seriell zu schalten, damit größere Höhen erreicht werden können.